# Jean-Pierre Dogliani
Jean-Pierre Dogliani (Marsiglia, 17 ottobre 1942 – 17 aprile 2003) è stato un allenatore di calcio e calciatore francese, di ruolo centrocampista.

## Palmarès

### Giocatore

#### Competizioni nazionali
- Ligue 2: 1

Angers: 1968-1969